# Berliner Kulturgemeinschaft Preußen
Die Berliner Kulturgemeinschaft Preußen e.V. ist ein rechtsextremistischer Bildungs- und Schulungsverein zur Vermittlung nationalistischer Ideen. 1996 wurde eine Mitgliederzahl von 30 Personen angegeben.
Der Verein wurde in zwei Berichten des brandenburgischen Verfassungsschutzes erwähnt. Er fördere „die Integration der rechtsextremistischen Szene Berlins und seines Brandenburger Umlandes“.

## Geschichte und Organisation
1979 entstand die Deutsche Kulturgemeinschaft (DKG) als radikale Abspaltung des Deutschen Kulturwerks Europäischen Geistes. In dieser Zeit war der Hauptsitz des Vereins unter dem Vorsitzenden Alfred E. Manke in Bassum bei Bremen. 1983 wurde der DKG-Arbeitskreis Berlin gegründet. Hauptverantwortliche war Ursula Schaffer. Dieser Arbeitskreis benannte sich 1990 in Berliner Kulturgemeinschaft Preußen e. V. (BKP) um. 1994 wurde Ulli Boldt Vorsitzender der BKP. Die Ordentlichen und damit wahlberechtigten Mitglieder der DKG/BKP werden berufen und in feierlichem Rahmen in den Verein aufgenommen. Dadurch entstand die elitäre Struktur des Vereines.
1985 kam es zu einer weiteren Abspaltung aufgrund interner Streitigkeiten. Es entstand der Arbeitskreis für Politik und Kultur unter Führung von Gernot Mörig.
Präsidentin der Kulturgemeinschaft war Lisbeth Grolitsch, Vorstandsmitglieder sind Herbert Schweiger, Ulli Boldt, Ursula Schaffer (Ehrenvorsitzende), Hans-Jörg Rückert, Wolfram Nahrath, Jan G.

## Kooperationen
Enge Verbindungen bestehen zur Notgemeinschaft für Volkstum und Kultur (NG), die 1990 als gemeinnütziger Verein gegründet wurde. Hauptaufgabe der NG ist das Sammeln von Spenden und Erbnachlässen aus dem Umfeld von nationalsozialistisch geprägten Personen und die Verteilung an rechtsextreme und neofaschistische Projekte. Die DKG wie auch die BKP ist personell nahezu identisch mit der NG und dem Deutschen Kulturwerk Österreich. Es wird vermutet, dass als inoffizielles Führungsgremium der Freundeskreis Ulrich von Hutten e. V. fungiert.
Des Weiteren gibt es Beziehungen zur Evangelischen Notgemeinschaft in Deutschland.

## Aktivitäten
Die Hauptaufgabe der DKG/BKP liegt nach Einschätzung des Antifaschistischen Presseachives in der „Schulung und Heranziehung von neofaschistischen Führungskadern“. Die Notgemeinschaft für Volkstum und Kultur plante 1996 die Einrichtung einer Bildungsstätte zur geistigen Ausbildung von Führungskräften.
Seit ihrer Gründung führte die DKG bis in die 1980er Jahre hinein jährlich die so genannten Norddeutschen Kulturtage durch. Daneben werden verschiedene Veranstaltungen und Seminaren innerhalb des rechtsradikalen Milieus durchgeführt. Jährlich findet eine die Gästewoche der DKG mit dem DKEG-Österreich und dem Freundeskreis Ulrich von Hutten statt. Als Referenten der DKG/BKP traten u. a. auf: Karl Baßler, Jürgen Rieger, Wolfgang Juchem, Rolf Kosiek, Sepp Biber, Ernst Günther Kögel, Helmut Brückmann, Hans-Dietrich Sander, Günter Deckert, Hans-Michael Fiedler, Pierre Krebs, Klaus Motschmann, Franz Uhle-Wettler, Udo Walendy und Johannes Peter Ney.
Am Volkstrauertag 1990 und 1991 organisierte die DKG/BKP einen Aufmarsch zum „Heldengedenken“ auf dem Soldatenfriedhof in Halbe (Brandenburg) mit bis zu 1200 Teilnehmern. Die Ehrenvorsitzende Ursula Schaffer nannte die Waffen-SS in ihrer Rede in Halbe eine „Vorkämpferin für ein neues Europa“. In den Folgejahren wurden die Aufmärsche verboten.
Im Dezember 1992 organisierte die Berliner Kulturgemeinschaft Preußen zusammen mit der Wiking-Jugend, der NPD, den Jungen Nationaldemokraten und Vertretern der Deutschen Liga für Volk und Heimat eine „Volkstreue Weihnachtsfeier“.
Auf der 15. Gästewoche in Pichl bei Wels (Österreich) fand die Polizei 1991 das Konzept Meinolf Schönborns für das Nationale Einsatzkommando. 1993 führte die BKP im Mai eine Fahrt nach Schlesien durch, die den Titel »Den Osten Deutschlands entdecken« trug. In den Jahren 1992 und 1994 spendet die NG dem Schulverein zur Förderung der Rußlanddeutschen in Ostpreußen e.V. über 100.000 DM.
Seit 2001 veranstaltet die BKP in Zusammenarbeit mit den neonazistischen Gruppen Gemeinschaft Deutscher Frauen und der mittlerweile verbotenen Heimattreuen Deutschen Jugend den „Märkischen Kulturtag“. Dies ist eine konspirativ organisierte Veranstaltung in Brandenburg mit bis zu 250 Besuchern. Als Referenten traten bekannte Personen aus dem gesamten rechtsextremen Spektrum auf, so z. B. die Geschichtsrevisionisten und Holocaustleugner Udo Walendy und mittlerweile verstorbene Jürgen Rieger, der ideologische Vordenker der Wiking-Jugend Herbert Schweiger und der ehemalige Wiking-Jugend-Bundesführer Wolfram Nahrath sowie NPD-Funktionäre wie Ralph Tegethoff oder Udo Pastörs.

## Veröffentlichungen
Die Huttenbriefe des Freundeskreises Ulrich von Hutten sind gleichzeitig das Mitteilungsblatt der DKG und der NG. Die Deutschen Kulturgemeinschaft gibt eine Schriftenreihe heraus: die Beiträgen zur weltanschaulichen Neuordnung und die Beiträge zur geschichtlichen Wahrheit und darüber hinaus Schriften von Lisbeth Grolitsch, Siegfried Bokelmann, Gert Ruprecht, Karl Baßler, Hermann Klann und Albert Wächter.